# Barnum (Iowa)
Barnum es una ciudad situada en el condado de Webster, en el estado de Iowa, Estados Unidos. Según el censo de 2000 tenía una población de 195 habitantes.

## Geografía
Según la Oficina del Censo de los Estados Unidos, la localidad tiene un área total de 0,82 km², la totalidad de los cuales corresponden a tierra firme.

## Demografía
Según el censo de 2000, había 195 personas, 67 hogares y 51 familias residiendo en la localidad. La densidad de población era de 237,79 hab./km². Había 70 viviendas con una densidad media de 235,3 viviendas/km². El 100,00% de los habitantes eran blancos. El 1,03% de la población eran hispanos o latinos de cualquier raza.
Según el censo, de los 67 hogares, en el 58,2% había menores de 18 años, el 58,2% pertenecía a parejas casadas, el 11,9% tenía a una mujer como cabeza de familia, y el 22,4% no eran familias. El 17,9% de los hogares estaba compuesto por un único individuo, y el 3,0% pertenecía a alguien mayor de 65 años viviendo solo. El tamaño promedio de los hogares era de 2,91 personas, y el de las familias de 3,33.
La población estaba distribuida en un 38,5% de habitantes menores de 18 años, un 5,1% entre 18 y 24 años, un 35,9% de 25 a 44, un 14,9% de 45 a 64, y un 5,6% de 65 años o mayores. La media de edad era 28 años. Por cada 100 mujeres había 103,1 hombres. Por cada 100 mujeres de 18 años o más, había 87,5 hombres.
Los ingresos medios por hogar en la localidad eran de 40.000 dólares ($), y los ingresos medios por familia eran 42.083 $. Los hombres tenían unos ingresos medios de 25.417 $ frente a los 20.313 $ para las mujeres. La renta per cápita para la ciudad era de 12.252 $. El 9,7% de la población y el 12,2% de las familias estaban por debajo del umbral de pobreza. El 12,3% de los menores de 18 años y el 57,1% de los habitantes de 65 años o más vivían por debajo del umbral de pobreza.